# Bad Boys II
Bad Boys II (Dos policías rebeldes II para España y Bad Boys II: vuelven más rebeldes para Hispanoamérica) es una película de acción y comedia de 2003, dirigida por Michael Bay, producida por Jerry Bruckheimer (lo que constituye su última película sin la participación de los estudios Disney hasta la fecha) y protagonizada por Martin Lawrence y Will Smith. Se trata de una secuela de la película de 1995 Bad Boys.

## Argumento
Ocho años después de los acontecimientos de la primera película, los detectives Mike Lowrey (Will Smith) y Marcus Burnett (Martin Lawrence) se dedican a investigar el flujo de éxtasis en Miami, siendo parte de la unidad táctica antinarcóticos (TNT) el cual se creó y modernizó en su lucha contra las drogas después del 11 de septiembre del 2001. Su inteligencia y vigilancia de los barcos que llegaban de Cuba los lleva a una reunión de drogas en una bahía, donde se supone habría un enorme cargamento de éxtasis que provenía desde Holanda y que iba a ser llevada a un hombre X que, en un principio, pensaron que estaban en una reunión del Ku Klux Klan, pero todo salió como la Ley de Murphy ("si algo puede salir mal, va a salir mal"): sólo obtienen dos bolsas de éxtasis y Mike le dispara accidentalmente a Marcus en el trasero, lo que conduce a Marcus a preguntarse si él todavía quiere ser compañero de Mike.
Mientras tanto, un neurótico narcotraficante cubano llamado Johnny Tapia (Jordi Mollà), que suministra el tráfico de drogas de Miami, se pregunta junto con Carlos (su guardaespaldas) sobre las causas que permiten que la policía intercepte sus barcos cargados de droga, y ordena una vez más a sus secuaces que cambien horarios de transporte de la droga. Dos miembros de la mafia rusa, Alexei y Josef, reciben drogas de Tapia para controlar sus negocios de club de noche, pero acaban por dar casi la mitad de sus ganancias a Tapia. Alexei y Josef van a negociar con Tapia para recuperar algunas de sus ganancias, pero esto acaba en el asesinato de Josef por los hombres de Tapia y la rendición forzada de Alexei, quien cede los derechos de sus clubes nocturnos rusos después de que su esposa e hijo fueran amenazados por Tapia.
Mientras tanto, la relación entre Mike y Syd (Gabrielle Union), la hermana de Marcus, que resulta ser agente encubierta de la DEA como encargada del blanqueo de dinero para los rusos, sigue desarrollándose luego de un anterior encuentro en Nueva York. Syd y Mike han acordado no decirle nada a Marcus, sabiendo que aún es bastante sobreprotector con su hermana. Durante la primera misión de Syd, una pandilla de Haití intenta secuestrar el transporte y matarla. Una balacera masiva y una persecución a alta velocidad entre los miembros de las pandillas, la policía de Miami y la DEA devasta el área local, al tiempo que Marcus y Mike descubren el trabajo real de Syd. Marcus y Mike concuerdan en acabar el caso rápido ante el peligro que corre Syd.

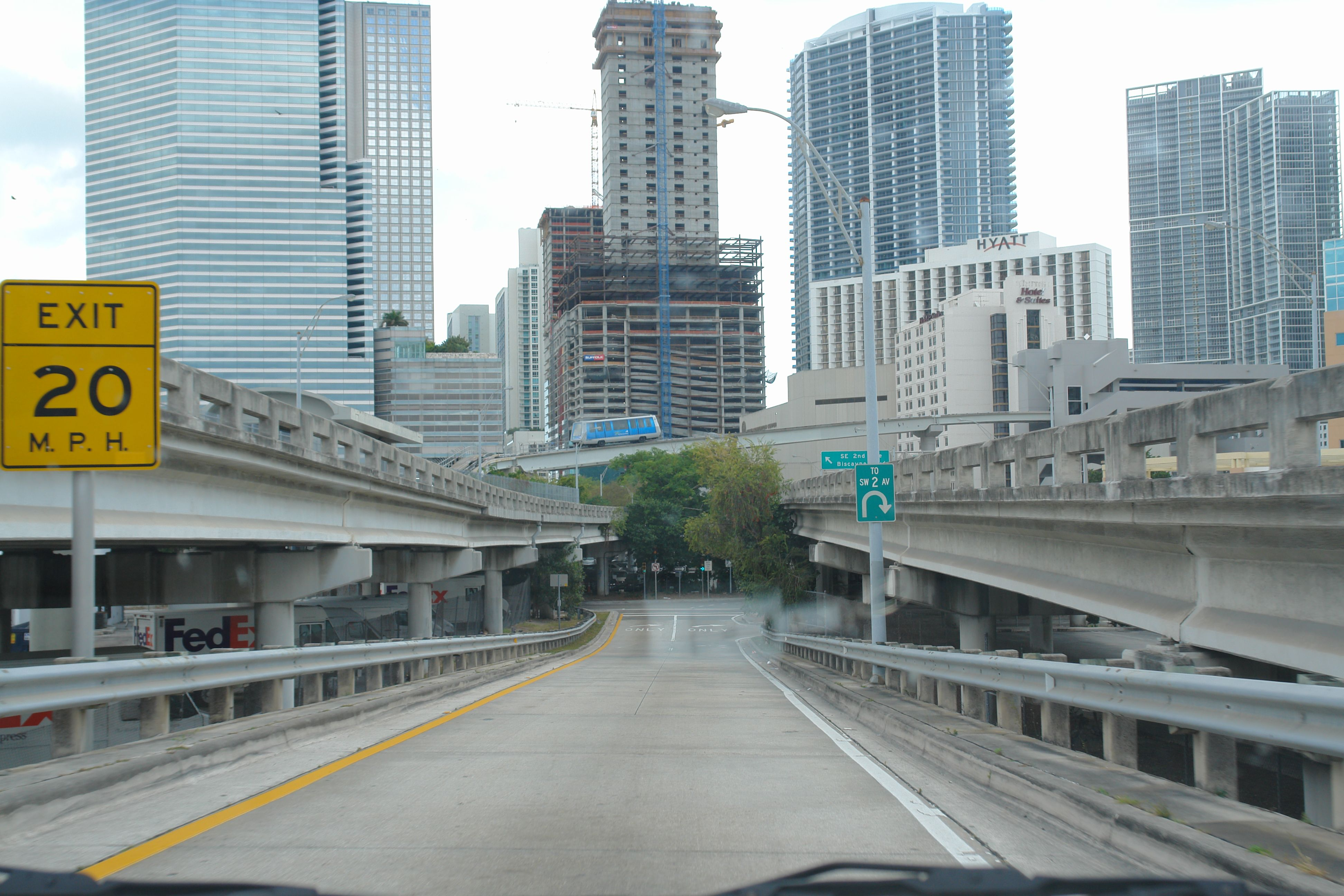
Miami Highway, donde se desarrolla la persecución con los traficantes haitianos.

Marcus y Mike van a enfrentar el líder de la banda de Haití, lo que resulta en un tiroteo donde el líder revela que su información sobre el transporte vino de la cámara digital de su amigo. Después de la inspección del vídeo, Marcus y Mike descubren que el depósito de cadáveres Spanish Palms, una empresa propiedad de la madre de Tapia, es utilizada como un frente para las operaciones del mafioso cubano. Mientras hacen vigilancia a una de las entregas, Marcus se entera de la relación entre Mike y su hermana e inicia un pleito con Mike ya que no considera que sea digno para Syd. Disfrazados como exterminadores de plagas, ellos penetran la mansión de Tapia y averiguan que Tapia usa cadáveres en la funeraria para pasar de contrabando sus drogas y su dinero a Cuba. Ambos son descubiertos por los secuaces de Tapia y escapan por poco, lo que hace enfurecer a Tapia y éste termina matando de un tiro en la cabeza a uno de ellos, quien les permitió la entrada a Mike y Marcus sin saber que ellos eran de la policía. Syd, aún encubierta con la DEA, ha logrado encantar a Tapia, y seducirlo, pero desafortunadamente es descubierta, capturada y llevada a Cuba como rehén de Tapia. Durante la huida Alexei, que busca vengar la muerte de Josef, mata a la mayor parte de los guardias de Tapia, pero es asesinado por la policía en un enfrentamiento. Al desarrollarse la situación, Mike y Marcus hablan con su jefe y con un agente del FBI, pero al ver que no negociarán con Tapia de ninguna forma y de que no les prestarán ayuda, deciden actuar por su cuenta.
Mike y Marcus, junto a un equipo integrado por miembros de la policía de Miami, la CIA y comandos de la Fuerza Delta preparan un plan para rescatar a Syd, tras ser secuestrada por Tapia. Junto con un contacto que tienen en la isla, preparan su estrategia para distraer a los matones de Tapia e infiltrarse en su propiedad. Se inicia un largo tiroteo una vez que entran y, finalmente, el equipo debe huir ante la llegada de la fuerza militar cubana (que está del lado de Tapia). Mike, Marcus y Syd logran escapar en un todoterreno luego de que la casa en construcción de Tapia quedara destruida, siendo perseguidos por los hombres de Tapia. Después de una larga persecución, terminan en la Base Naval de EE. UU. en Guantánamo. Marcus y Syd intentan persuadir a los soldados de no dispararles alegando que son estadounidenses, mientras un tiroteo se desata entre Tapia y Mike. Syd arroja su pistola a una mina, la que acaba con la vida de Carlos y Marcus, al ver a su amigo en peligro, dispara su última bala a la cabeza de Tapia, causándole la muerte. El cuerpo del cubano cae en una mina y explota. Mike finalmente, va hasta donde está Syd y ambos se besan.
Ya en la casa Burnett, Mike le ha comprado a Marcus una piscina nueva, y Marcus finalmente hace las paces con Mike, dejándolo salir con su hermana. Marcus rompe los papeles del traslado, los cuales habrían supuesto el final de su sociedad. Sin embargo, la piscina se rompe otra vez, y son llevados al río, mientras Marcus y Mike se ponen a cantar Bad Boys, famosa canción de la banda jamaiquina de reggae Inner Circle.

## Reparto
- Will Smith como el Detective Michael Eugene "Mike" Lowrey.
- Martin Lawrence como el Detective Marcus Burnett.
- Gabrielle Union como Sydney "Syd" Burnett.
- Jordi Mollà como Héctor Juan Carlos "Johnny" Tapia.
- Otto Sánchez como Carlos.
- Jon Seda como Roberto.
- Peter Stormare como Alexei.
- Oleg Taktarov como Josef Kuninskavich.
- Michael Shannon como Floyd Poteet.
- Theresa Randle como Theresa Burnett.
- Joe Pantoliano como Capitán Conrad Howard.
- Jason Manuel Olazabal como Det. Marco Vargas.
- Yul Vazquez como Det. Mateo Reyes.
- Treva Etienne como "Icepick".
- Kiko Ellsworth como "Blondie Dread".
- Timothy Adams como agente de la DEA.
- Ben Brocklehurst como vagabundo callejero (extra acreditado).
- Henry Rollins como Líder TNT.
- John Salley como Fletcher.
- Mike Manee como Club Kid (extra acreditado).
- Megan Fox como chica gogó de discoteca.
- El director Michael Bay hace un breve cameo en la película como el conductor del destartalado auto compacto a los personajes principales intento de expropiar antes de decidir sobre un "agradable" vehículo cercano (un Cadí conducido por Dan Marino).

## Recepción

### Crítica
La película recibió comentarios negativos. Sobre la base de 149 comentarios recogidos por la película Rotten Tomatoes, el 23 % de los críticos de Bad Boys II dio una revisión positiva, con una calificación promedio de 4,1/10.
Roger Ebert, del Chicago Sun-Times, dio a la película de las posibles cuatro estrellas, especialmente ofendido por una escena que muestra a un adolescente y el uso de la palabra nigger, y escribió: "La crueldad innecesaria de esta escena me sacó de la película y en la mente de sus creadores. ¿Qué estaban pensando? ¿Han perdido el contacto con la naturaleza humana que piensan que el público le va a gustar esta escena?". En un episodio de At the Movies with Ebert & Roeper, el crítico de cine Richard Roeper la puso en el primer lugar en su lista de las peores películas de 2003, colocó el fracaso notorio Gigli en el número 3.
Entre los comentarios más positivos, Ellen A. Kim, del Seattle Post-Intelligencer, escribió que la película era "sin pensar diversión... Si te gusta este tipo de película, que es". La película también fue elogiada por algunos críticos y espectadores por sus secuencias de acción hábilmente manipulado y efectos visuales.

### Taquilla
La película fue un éxito financiero de taquilla en Estados Unidos. Hizo 138 millones de dólares en el país y en todo el mundo 273 millones de dólares, que era más que la película original.

### Premios y nominaciones
En los MTV Movie Awards 2004, la película fue nominada a "Mejor Secuencia de Acción" para la persecución entre la autopista costera, pero perdió frente a El Señor de los Anillos: el retorno del Rey. Will Smith y Martin Lawrence ganó el premio al "Mejor Equipo en Pantalla".

#### taurus world stunt awards
| Año  | Categoría                                       | Nominados | Resultado |
| ---- | ----------------------------------------------- | --- | --------- |
| 2004 | Best High Work                                  | Jeff Cadiente. Henry Kingi Sr. Dustin Meier. Denny Pierce                                                                                   | Nominados |
| 2004 | Best work with a vehicle                        | Henry Kingi Sr. Steve Picerni | Nominados |
| 2004 | Best work with a vehicle                        | Joffery Brown. Gil Combs. Richard Epper. Andy Gill. Jack Gill. Steve Kelso. Henry Kingi Sr. Bennie Moore. Charlie Picerni Sr. Steve Picerni | Ganadores |
| 2004 | Best stunt coordinator and/or 2nd unit director | Andy Gill. Steve Picerni. Spiro Razatos | Ganadores |

## Lanzamientos mundiales
| País                                                                          | Fecha de estreno                   |
| ----------------------------------------------------------------------------- | ---------------------------------- |
| Alemania                                                                      | Jueves 9 de octubre de 2003        |
| Argentina                                                                     | Jueves 2 de octubre de 2003        |
| Australia                                                                     | Jueves 18 de septiembre de 2003    |
| Austria                                                                       | Viernes 3 de octubre de 2003       |
| Bahréin                                                                       | Miércoles 15 de octubre de 2003    |
| Bélgica                                                                       | Miércoles 8 de octubre de 2003     |
| Belice · Costa Rica · El Salvador · Guatemala · Honduras · Nicaragua · Panamá | Viernes 12 de septiembre de 2003   |
| Bolivia                                                                       | Jueves 2 de octubre de 2003        |
| Brasil                                                                        | Viernes 19 de septiembre de 2003   |
| Bulgaria                                                                      | Viernes 3 de octubre de 2003       |
| Chile                                                                         | Jueves 2 de octubre de 2003        |
| Colombia                                                                      | Viernes 19 de septiembre de 2003   |
| Corea del Sur                                                                 | Viernes 1 de agosto de 2003        |
| Croacia                                                                       | Jueves 9 de octubre de 2003        |
| Dinamarca                                                                     | Viernes 10 de octubre de 2003      |
| Ecuador                                                                       | Viernes 10 de octubre de 2003      |
| Egipto                                                                        | Miércoles 10 de septiembre de 2003 |
| EAU                                                                           | Miércoles 8 de octubre de 2003     |
| Eslovenia                                                                     | Jueves 16 de octubre de 2003       |
| España                                                                        | Viernes 3 de octubre de 2003       |
| Estados Unidos · Canadá                                                       | Viernes 18 de julio de 2003        |
| Estonia                                                                       | Viernes 17 de octubre de 2003      |
| Filipinas                                                                     | Miércoles 30 de julio de 2003      |
| Finlandia                                                                     | Viernes 3 de octubre de 2003       |
| Francia                                                                       | Miércoles 15 de octubre de 2003    |

| País                         | Fecha de estreno                   |
| ---------------------------- | ---------------------------------- |
| Grecia                       | Viernes 10 de octubre de 2003      |
| Hong Kong                    | Jueves 28 de agosto de 2003        |
| Hungría                      | Jueves 9 de octubre de 2003        |
| India                        | Viernes 29 de agosto de 2003       |
| Indonesia                    | Miércoles 6 de agosto de 2003      |
| Islandia                     | Viernes 19 de septiembre de 2003   |
| Israel                       | Jueves 25 de septiembre de 2003    |
| Italia                       | Viernes 17 de octubre de 2003      |
| Jamaica                      | Miércoles 30 de julio de 2003      |
| Japón                        | Sábado 29 de noviembre de 2003     |
| Jordania                     | Miércoles 15 de octubre de 2003    |
| Kuwait                       | Miércoles 15 de octubre de 2003    |
| Letonia                      | Viernes 24 de octubre de 2003      |
| Líbano                       | Jueves 9 de octubre de 2003        |
| Lituania                     | Viernes 1 de agosto de 2003        |
| Malasia                      | Jueves 16 de octubre de 2003       |
| México                       | Viernes 12 de septiembre de 2003   |
| Noruega                      | Viernes 12 de septiembre de 2003   |
| Nueva Zelanda                | Jueves 25 de septiembre de 2003    |
| Omán                         | Miércoles 15 de octubre de 2003    |
| Países Bajos                 | Jueves 9 de octubre de 2003        |
| Perú                         | Jueves 28 de agosto de 2003        |
| Polonia                      | Viernes 10 de octubre de 2003      |
| Portugal                     | Viernes 17 de octubre de 2003      |
| Catar                        | Miércoles 15 de octubre de 2003    |
| Reino Unido Irlanda          | Viernes 3 de octubre de 2003       |
| República Checa · Eslovaquia | Jueves 2 de octubre de 2003        |
| República Dominicana         | Jueves 21 de agosto de 2003        |
| Rumania                      | Viernes 19 de septiembre de 2003   |
| Rusia                        | Miércoles 15 de octubre de 2003    |
| Serbia y Montenegro          | Jueves 9 de octubre de 2003        |
| Singapur                     | Jueves 2 de octubre de 2003        |
| Sudáfrica                    | Viernes 29 de agosto de 2003       |
| Suecia                       | Viernes 26 de septiembre de 2003   |
| Suiza                        | Miércoles 8 de octubre de 2003     |
| Tailandia                    | Viernes 10 de octubre de 2003      |
| Taiwán                       | Sábado 2 de agosto de 2003         |
| Turquía                      | Viernes 3 de octubre de 2003       |
| Uruguay                      | Viernes 26 de septiembre de 2003   |
| Venezuela                    | Miércoles 24 de septiembre de 2003 |

## En otros medios

### Videojuego
Una versión del juego de vídeo de la película, conocido como Bad Boys: Miami Takedown en América del Norte, fue lanzado en 2004 en PlayStation 2, Xbox, GameCube y Windows. Inicialmente previsto su lanzamiento para finales de 2003 (para empatar con el lanzamiento en DVD de la película), el juego se retrasó varios meses. El juego no ha emitido ningún tipo de ventas o de reconocimiento de la crítica debido a un desarrollo pobre, sino que fue dado de baja calificación de sitios web de juego de muchos.